# 글루코사민
글루코사민(Glucosamine, C6H13NO5)은 아미노당의 일종이며 글리코실화된 단백질과 지질의 생화학적 합성에서 중요한 전구체이다. 글루코사민은 두 가지 다당류인 키토산과 키틴의 구조 중 하나이다. 글루코사민은 가장 풍부한 단당류 중 하나이다. 상업적으로는 갑각류 외골격의 가수분해를 통해 생산되거나, 옥수수나 밀과 같은 곡물의 발효를 통해 생산되기도 하며, 국가에 따라 여러 이름으로 불린다.
흔히 사용되는 식이 보충제이지만, 관절염이나 통증 완화에 효과가 있다는 증거는 거의 없으며, 미국에서는 승인된 처방약이 아니다.

## 식이 보충제
경구 글루코사민은 식이 보충제이며 미국에서는 처방약이 아니다. 글루코사민은 관절의 구조와 기능을 돕는 보충제로 판매되며, 뼈관절염 환자를 대상으로 마케팅된다.
흔히 판매되는 글루코사민 형태는 글루코사민 황산염, 글루코사민 콘드로이틴, 글루코사민 염산염, 그리고 N-아세틸글루코사민이다. 일반적으로 시판되는 세 가지 글루코사민 형태 중 글루코사민 황산염만이 뼈관절염 치료에 "효과적일 가능성이 높다"는 평가를 받는다. 글루코사민은 종종 콘드로이틴 황화염 및 메틸설포닐메테인과 같은 다른 보충제와 함께 판매된다.
글루코사민은 흔히 사용되는 콘드로이틴과 함께 무릎의 증상성 뼈관절염 환자를 치료하기 위해 일상적으로 처방되지 않는데, 이는 글루코사민 섭취 치료법이 유용하다는 충분한 증거가 없기 때문이다.
널리 홍보되는 식이 보충제의 경우 흔히 그렇듯이, 글루코사민의 효능 주장은 주로 임상 및 실험실 연구에 기반을 둔다. 글루코사민 효능에 대한 임상 연구는 서로 상반되는데 일부는 관절염 통증 및 경직 완화를 보고하는 반면, 다른 일부는 위약보다 이점이 없다고 보고한다.
2015년 기준 스포츠 선수가 글루코사민을 섭취한다고 해서 부상 후 관절 손상을 예방하거나 제한한다는 증거는 없다.

## 부작용 및 약물 상호작용
콘드로이틴 유무에 관계없이 글루코사민은 항응고제 와파린을 복용하는 사람의 국제 표준화 비율(INR)을 높인다. 또한 암 치료를 위한 화학요법의 효과를 방해할 수도 있다.
부작용은 경미하고 드물며, 위장 장애, 변비, 설사, 두통, 발진 등이 포함된다.
글루코사민은 일반적으로 갑각류 껍질에서 추출되므로 갑각류 알레르기가 있는 사람에게는 안전하지 않을 수 있다. 갑각류에서 추출된 글루코사민 제조사 대부분은 해산물 알레르기가 있는 사람은 제품을 복용하기 전에 의료 전문가와 상담해야 한다는 경고를 써 놓는다. 대신 갑각류 유래가 아닌 글루코사민 형태도 이용 가능하다.
또 다른 우려는 추가 글루코사민이 헥소스아민 생합성 경로의 정상적인 조절을 방해하여 당뇨병 발생에 기여할 수 있다는 것이었지만, 여러 조사에서는 이런 현상이 발생한다는 증거를 찾지 못했다. 마른 피험자나 비만 피험자를 대상으로 한 다른 연구에서는 표준 용량의 경구 글루코사민이 인슐린 저항성에 영향을 미치지 않는다고 결론 내렸다.

## 생화학
글루코사민은 갑각류 껍질, 동물 뼈, 골수, 균류에서 자연적으로 발견된다.
D-글루코사민은 글루코사민-6-인산 형태로 자연적으로 생성되며, 모든 질소 함유 당의 생화학적 전구체이다. 특히 사람의 경우, 글루코사민-6-인산은 헥소스아민 생합성 경로의 첫 단계로 과당 6-인산과 글루타민으로부터 글루타민-과당-6-인산 트랜스아미네이스에 의해 합성된다. 이 경로의 최종 산물은 유리딘 이인산 N-아세틸글루코사민 (UDP-GlcNAc)이며, 이는 글리코사미노글리칸, 프로테오글리칸, 당지질을 만드는 데 사용된다.
글루코사민-6-인산의 형성이 이러한 생성물의 합성을 위한 첫 단계이므로, 글루코사민은 이들의 생산을 조절하는 데 중요할 수 있다. 그러나 헥소스아민 생합성 경로가 실제로 어떻게 조절되는지, 그리고 이것이 인간 질병에 기여하는 데 관여할 수 있는지 여부는 불분명하다.

## 제조
대부분의 글루코사민은 새우, 바닷가재, 게를 포함한 갑각류 껍질에서 키틴을 가공하여 제조된다. 채식주의자 및 갑각류에 대한 거부감이 있는 사람들의 요구를 충족시키기 위해, 제조사들은 아스페르길루스 니게르 곰팡이와 옥수수 발효를 사용하여 글루코사민 제품을 시장에 출시했다.

## 역사
글루코사민은 1876년 게오르크 레더호제가 농축 염산을 이용한 키틴의 가수분해를 통해 처음 제조했다. 입체화학적 구조는 월터 하워스의 1939년 연구가 나오기 전까지는 완전히 밝혀지지 않았다.

## 법적 지위

### 미국
미국에서 글루코사민은 미국 식품의약국(FDA)으로부터 인간의 의학적 사용을 위한 승인을 받지 못했다. 글루코사민은 미국에서 식이 보충제로 분류되므로, FDA는 의료 상태 치료제로 판매되지 않는 한 안전성에 대한 증거만 요구하며 효과에 대한 증거는 요구하지 않는다.
2004년 FDA는 보충제 제조사가 글루코사민이 관절염, 관절 퇴행 또는 연골 퇴행 치료에 효과적이라고 주장할 만한 충분한 증거가 없다고 선언했으며, 이 입장은 2018년 현재까지 유효하다.

### 유럽
유럽 대부분의 지역에서 글루코사민은 의약품으로 승인되어 글루코사민 황산염 형태로 판매된다. 이 경우, 글루코사민의 의학적 사용에는 안전성과 효능에 대한 증거가 필요하며, 여러 지침에서 뼈관절염에 대한 효과적이고 안전한 치료법으로 글루코사민 사용을 권장하고 있다.
유럽 류마티즘 학회 (EULAR) 태스크포스 위원회는 글루코사민 황산염에 0-100점 척도에서 5점의 독성 수준을 부여했다. 그리고 최근 OARSI (국제 골관절염 연구 학회)의 고관절 및 무릎 골관절염에 대한 지침은 허용 가능한 안전성 프로필을 나타낸다. 2014년까지 OARSI는 질병 변형을 위해 글루코사민을 더 이상 권장하지 않았으며, 무릎 골관절염 증상 완화에 대한 글루코사민의 효과는 "불확실"하다고 보았다.

### 집단 소송
2013년, 제조사 렉솔 선다운과 NBTY는 잘못을 인정하지 않으면서도 코스트코에서 커클랜드 라벨로 판매된 글루코사민 병 포장에 기재된 특정 문구와 관련하여 소비자 주장을 해결하기 위해 최대 US$200만을 지불하는 데 동의했다.
2012년 8월, 뉴욕에서 21st Century Healthcare, Inc.가 자사의 "Glucosamine 750 Chondroitin 600 Triple Strength" 식이 보충제가 손상된 연골을 회복시킨다고 허위 광고했다는 내용의 집단 소송이 제기되었다. 2013년 4월, 샌디에이고 남성은 미국 캘리포니아 중앙 지방법원에 Nutramax Laboratories, 월마트, 라이트 에이드가 글루코사민의 효능을 허위 광고했다고 주장하는 집단 소송을 제기했다.

## 연구

### 인간
글루코사민은 글리코사미노글리칸의 전구체이며 글리코사미노글리칸은 연골의 주요 구성 요소이기 때문에, 연구는 보충 글루코사민이 연골 구조를 개선하고 관절염을 완화할 수 있는 잠재력에 초점을 맞추었지만, 임상시험에서 관절염 통증 완화에 효과적이라는 증거는 거의 없다.

#### 생체 이용률
두 연구는 건강한 지원자와 뼈관절염 환자에게 경구 글루코사민 황산염 투여 후 활액 및 혈장의 글루코사민 농도를 측정했다.
첫 번째 연구에서는 건강한 지원자에게 750, 1,500, 또는 3,000mg의 글루코사민 황산염을 1일 1회 투여했다. 두 번째 연구에서는 12명의 뼈관절염 환자에게 매일 1,500mg의 경구 글루코사민 황산염 캡슐을 2주 동안 투여했다. 혈장 및 활액 내 글루코사민 농도는 기준선 수준에서 유의하게 증가했으며, 두 체액의 수준은 높은 상관 관계를 보였다. 저자들은 이 수준이 관절 연골에 생물학적으로 유리할 수 있다고 해석했지만, 이 수준은 연골세포가 새로운 조직을 생성하도록 긍정적인 영향을 미치기 위해 필요한 수준보다 여전히 10배에서 100배 낮다. 활액 내 글루코사민 황산염 흡수는 20%에 달할 수도 있고, 미미하여 생물학적 유의성이 없을 수도 있다.

## 수의학

### 개
일부 연구는 개에게 뼈관절염 통증에 대한 글루코사민 보충제의 효능을 입증했으며, 특히 콘드로이틴과 같은 다른 영양 보조제와 함께 사용했을 때 더욱 그렇다. 반면 어떤 연구에서는 효능이 없었다. 골관절염이 있는 개에게 경구 복합 캡슐 (글루코사민, 콘드로이틴, 아스코르브산 망가니즈)을 투여한 시험에서는 보행 분석이나 수의사 또는 소유자의 주관적 평가에서 아무런 이점도 발견되지 않았다.

### 말
글루코사민의 말 의학적 사용은 인정되지만, 메타분석에서는 기존 연구가 말을 효과적으로 치료하는 데 지침이 되기에는 너무 결함이 많다고 평가했다.
여러 연구에서 말에게 경구 투여 후 글루코사민의 생체 이용률을 측정했다. 10마리의 말에게 단일 경구 용량 (9g)으로 콘드로이틴 황산염 (3g)과 함께 또는 없이 투여했을 때, 글루코사민 (염산염)은 투여 2시간 후 10.6±6.9 µg/mL의 최고 수준으로 혈액에서 검출되었다. 다른 연구에서는 8마리의 성체 말에게 20mg/kg의 글루코사민 염산염을 비위 (경구) 또는 정맥 주사로 투여한 후 혈청과 관절 활액을 모두 조사했다. 정맥 주사 후 글루코사민의 관절액 농도는 9–15μmol/L에 도달했지만, 비위 투여 시에는 0.3–0.7μmol/L에 불과했다. 저자들은 경구 투여로 달성된 이 글루코사민 활액 수준이 연골 세포의 대사에 긍정적인 영향을 미치기 위해 필요한 수준보다 500배 낮다고 계산했다. 동일한 연구 그룹의 후속 연구에서는 8마리 말에게 동일한 용량 (20mg/kg)의 글루코사민 황산염과 글루코사민 염산염을 비교했으며, 황산염 제제에서 더 높은 체액 농도 (경구 투여 1시간 후 89ng/mL 대비 158ng/mL)를 발견했다. 그들은 황산염 유도체로 얻은 이러한 높은 활액 수준이 관절 연골에 유의미한 생물학적 영향을 미치기에는 여전히 너무 낮다고 결론 내렸다.
글루코사민 황산염, 콘드로이틴 황산염, 메틸설포닐메테인의 상업적 제제를 노령 말에게 3개월간 경구 투여한 시험에서는 보행 경직도에 아무런 효과가 없었으며, 대조군의 운동만이 효과적이었다. 수술적으로 유도된 골관절염이 있는 말에게 N-아세틸글루코사민, 펜토산 폴리황산염, 히알루론산 나트륨의 조합을 정맥 주사한 결과 연골의 X선 변화는 개선되었지만 조직학적 또는 생화학적 결과는 개선되지 않았다. 이는 이 조합 및 투여 경로에 대한 더 많은 증거가 필요함을 시사한다.

## 같이 보기
- 키토바이오스